# Jean Ziegler
Pour les articles homonymes, voir Ziegler.
Jean Ziegler, né le 19 avril 1934 à Thoune ou Berne, est un homme politique, altermondialiste et sociologue suisse. Il a été rapporteur spécial auprès de l’ONU sur la question du droit à l’alimentation dans le monde. Il est vice-président du comité consultatif du Conseil des droits de l'homme des Nations unies depuis 2009.

## Biographie
Jean Ziegler naît Hans Ziegler le 19 avril 1934 à Thoune, ou Berne,. Il est originaire de Berne et, à partir de 1969, de Genève.
Il est le fils de Hans Ziegler, président du tribunal de district de Thoune, et d'Elisabeth Walther.
Il épouse en 1965 Wedad Seinier avec laquelle il a un fils, Dominique Ziegler, dramaturge et metteur en scène de théâtre, puis, en secondes noces Erica Deuber, en 1999.

### Le militant actif et l'universitaire

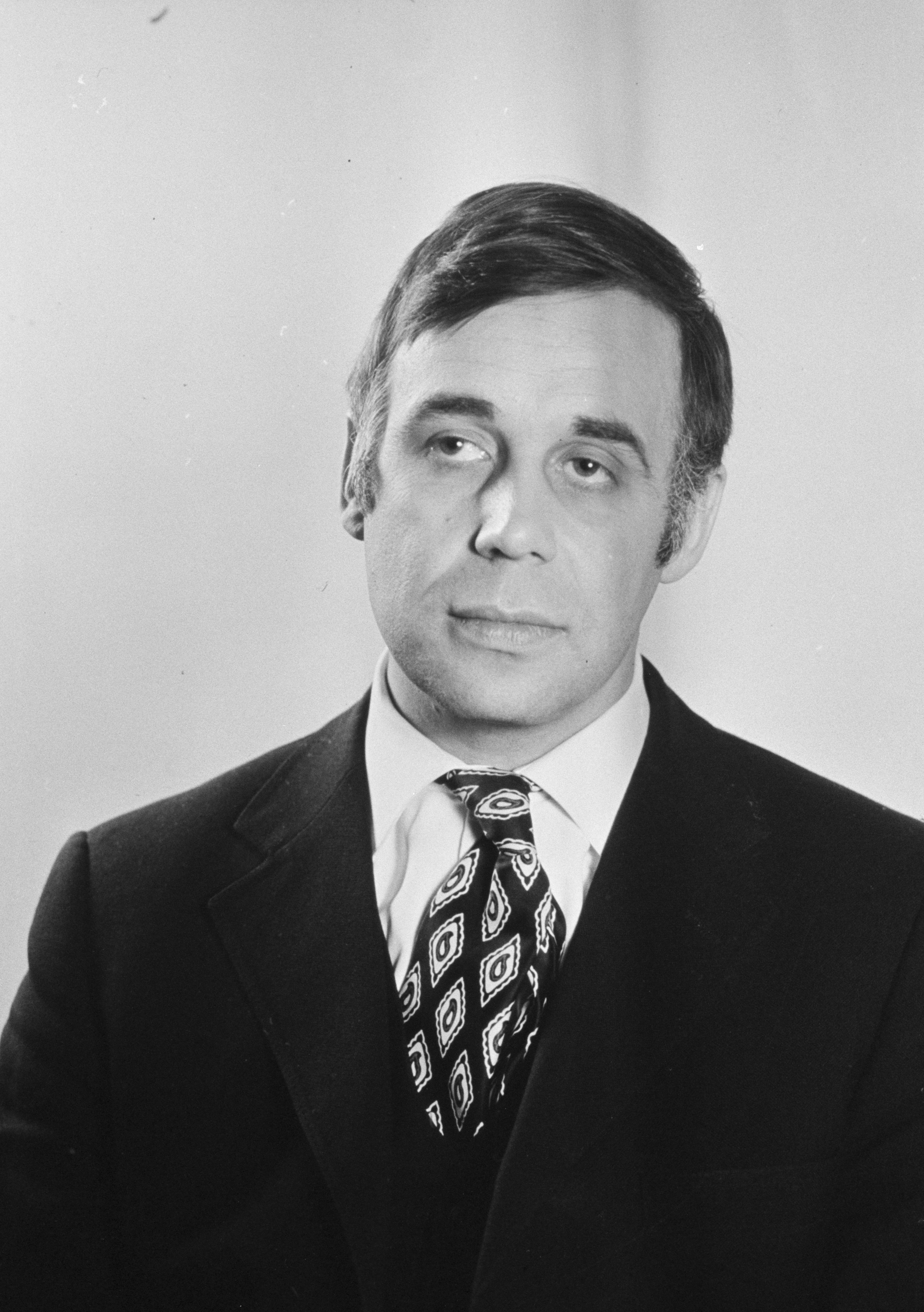
Jean Ziegler en 1971.

Après des études de droit et de sociologie à Berne, Genève, Paris et New York, Jean Ziegler obtient un doctorat en droit en 1958 et une habilitation en sociologie en 1967 à Berne.
Dans le livre Jean Ziegler parle aux Arabes, écrit en 2003 par Riadh Sidaoui, l'auteur parle de la première fois où Ziegler a rencontré Che Guevara quand il s'est rendu à Genève (1964) à la tête de la délégation politique, à l'âge de 30 ans. Jean Ziegler est allé le voir à l'hôtel et lui a demandé de pouvoir l'accompagner à Cuba pour participer aux guerres contre l'hégémonie américaine et les dictatures en Amérique latine… Alors Che Guevara lui aurait dit : « Tu es né dans cette ville... Le cerveau du monstre est ici. C'est dans cette ville que tu devras combattre... ce qui est bénéfique pour vous et pour nous ». Collaborateur à la revue Afrique-Asie dans les années 1970 et 1980, il défend les interventions cubaines en Afrique.
En 1970, Jean Ziegler aurait facilité le contact entre Farouk Kaddoumi, le chef de la politique étrangère de l’Organisation de libération de la Palestine (OLP) (cette organisation menait alors de fréquentes opérations guérillas) et le conseiller fédéral Pierre Graber, chargé des Affaires étrangères. Il prétend qu'un accord officieux, dont les autres membres du gouvernement suisse n’ont pas été informés, a été trouvé. Aux termes de celui-ci, la Suisse doit rester épargnée par le terrorisme palestinien mais s’engage à soutenir l’OLP dans ses efforts pour sa reconnaissance diplomatique auprès du siège des Nations unies à Genève. Dans la foulée, la Suisse renonce à porter plainte contre un suspect palestinien de l’attentat contre le vol Swissair 330 à Würenlingen. Cet accord officieux a été tenu secret jusqu’en janvier 2016, date à laquelle Jean Ziegler a rendu public son rôle de facilitateur « par respect et en mémoire des 47 victimes de Würenlingen et de leurs familles, qui ont droit à la vérité ». Cette version est vivement mise en doute par deux anciens délégués du CICR, Michel Barde et Marcel Boisard, qui avaient participé aux négociations pour la libération des passagers otages de Zarka en Jordanie, ainsi que par les historiens Sacha Zala (it), Thomas Bürgisser et Yves Steiner, collaborateurs des Documents diplomatiques suisses (Dodis), qui qualifient ce prétendu accord de « hautement invraisemblable ».
Jean Ziegler est le rapporteur spécial pour le droit à l'alimentation du Conseil des droits de l’homme de l’Organisation des Nations unies de 2000 à 2008, poste auquel lui succède Olivier De Schutter. Il est actuellement vice-président du comité consultatif du Conseil des droits de l'homme des Nations unies.
En 1972, il est nommé professeur de sociologie à l'université de Genève malgré l'opposition de la philosophe Jeanne Hersch, elle-même enseignante émérite de l'académie genevoise et membre elle aussi du Parti socialiste suisse ; elle conteste alors son manque de rigueur scientifique et dénonce ses convictions partisanes. Il occupera ce poste jusqu'en 2002. Il enseigne également à l'université de Grenoble et à l'université Paris 1. Il publie de nombreux ouvrages.
Il est conseiller municipal (socialiste) de la ville de Genève de 1963 à 1967. Il est membre du parlement fédéral suisse (représentant du canton de Genève) du 4 décembre 1967 au 27 novembre 1983 et du 30 novembre 1987 au 5 décembre 1999 (parti socialiste). En 1975, il dépose une initiative parlementaire pour l’exercice du droit de vote et d’éligibilité à 18 ans au lieu de 20. Acceptée par le Parlement, cette initiative parlementaire est une étape importante sur la voie de l'adoption totale du projet en 1991.
Jean Ziegler est le premier dirigeant de la communauté d'Emmaüs genevoise. Il rencontre l'abbé Pierre à Paris en 1952.
Il est également membre honoraire du conseil d'administration de la Fondation France Libertés.
Jean Ziegler, selon le biographe de Tariq Ramadan, a joué un rôle clef dans l'ascension de ce dernier.
Au début des années 2020, il fait partie du « conseil scientifique » de l'Institut La Boétie.

### Aux Nations unies

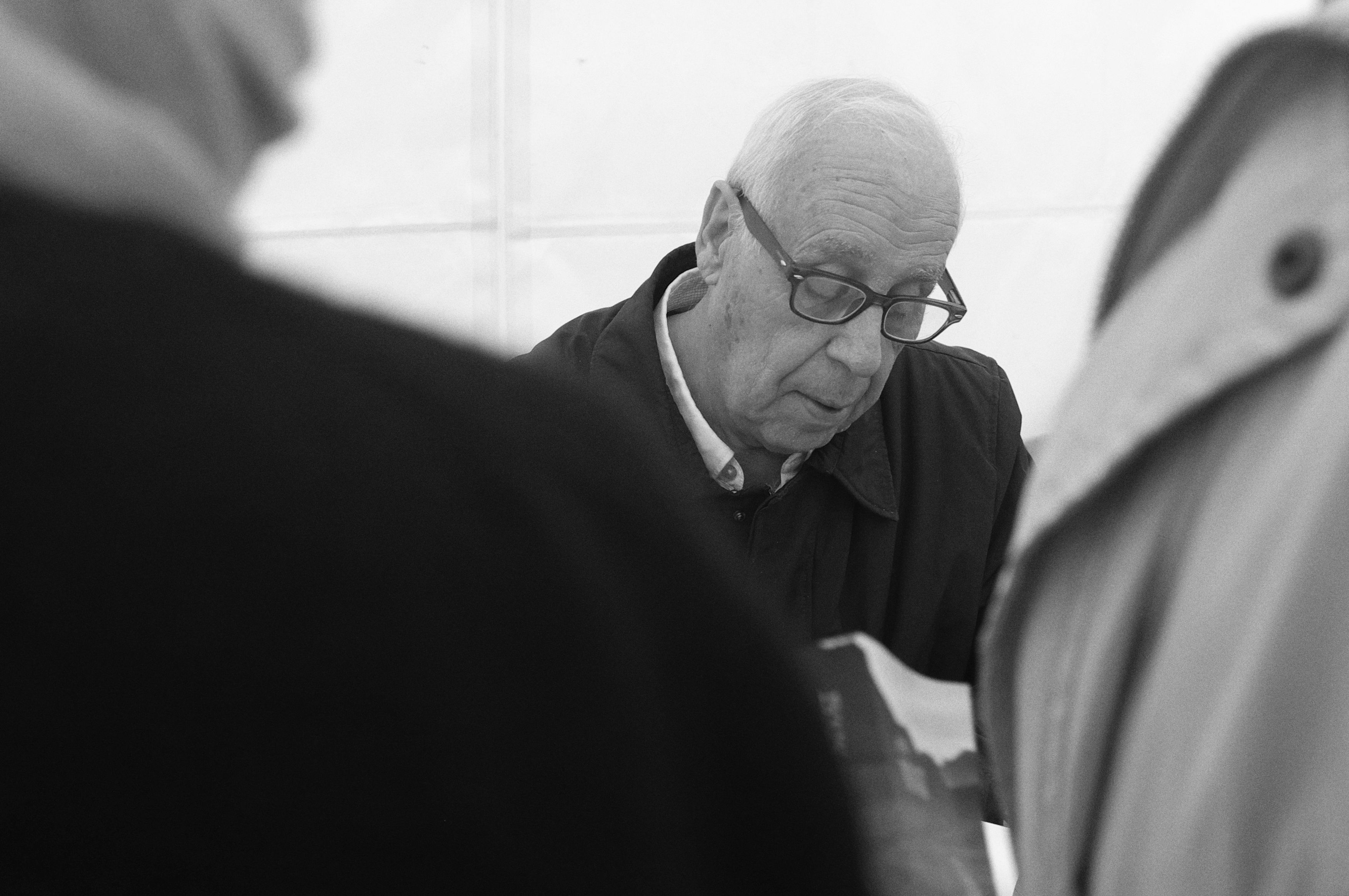
Séance de dédicaces - Le livre sur les quais, Morges, Suisse.

De 2000 à mars 2008, il est rapporteur spécial pour le droit à l'alimentation (des populations) du Conseil des droits de l’homme de l’Organisation des Nations unies.
En tant que rapporteur spécial, il a étudié le niveau d'alimentation des populations de nombreux pays (Niger, Éthiopie, Inde, Bangladesh, Mongolie, Brésil, Palestine, Bolivie, Cuba, Guatemala, etc. ), publiant chaque année de son mandat, pour l'Assemblée générale des Nations unies, un rapport sur la situation.
En 2005, dans un ouvrage intitulé L'Empire de la honte, il dénonce le fait que « la faim est [...] la principale cause de mort sur notre planète. Et cette faim est faite de main d'homme. Quiconque meurt de faim meurt assassiné. Et cet assassin a pour nom la dette ». Dans ses travaux, il met également en avant la malnutrition chronique, ou hidden hunger (faim invisible), qui affecte deux milliards de personnes. Les carences en micronutriments qu'elle implique « provoquent des maladies souvent mortelles » (kwashiorkor, anémie, rachitisme, cécité).
En 2008, il met en lumière le rôle néfaste du développement de la culture des agrocarburants pour l'évolution du prix des denrées sur les marchés mondiaux, :

« On estime qu’il faut environ 200 kg de maïs pour remplir le réservoir d’une voiture de biocarburant (une cinquantaine de litres), ce qui est suffisant pour nourrir une personne pendant un an. Le risque est donc grand d’entraîner une concurrence entre aliments et carburants qui laissera les pauvres et les victimes de la faim des pays en développement à la merci de prix des aliments, de la terre et de l’eau qui augmentent rapidement. »

— Rapport du Rapporteur spécial... (2008).
En octobre 2011, alors qu'il n'exerce plus la fonction de rapporteur spécial, Jean Ziegler publie Géopolitique de la faim, dans lequel il continue à dénoncer le scandale de la malnutrition qui se perpétue au XXIe siècle. Ainsi, il a qualifié de « crime contre l'humanité » le fait d'abandonner les cultures vivrières au profit des agrocarburants, :

« Le rapport annuel de la FAO estime que l’agriculture mondiale pourrait aujourd’hui nourrir normalement 12 milliards d’humains, presque le double de l’humanité. Au seuil de ce nouveau millénaire, il n’y a plus aucune fatalité, aucun manque objectif. La planète croule sous la richesse. Un enfant qui meurt de faim est assassiné. »

Depuis 2009, il est membre du comité consultatif du Conseil des droits de l'Homme des Nations unies, poste auquel il a été réélu le 26 septembre 2013 puis de nouveau réélu en 2016.
Il est membre du comité de parrainage du tribunal Russell sur la Palestine, dont les travaux ont commencé le 4 mars 2009.

### En tant qu’auteur
Jean Ziegler a participé aux travaux de reconnaissance de la spoliation de déportés de leurs comptes bancaires en Suisse au profit de l'Allemagne nazie. Son travail est décrit dans La Suisse, l'or et les morts, paru en 1997 aux éditions du Seuil. Il y explique comment les banquiers suisses ont aidé à financer la machine de guerre des nazis.
Jean Ziegler est l'auteur de plusieurs livres sur la mondialisation et sur ce qu'il considère être des crimes commis au nom de la finance de marché mondiale et du capitalisme, condamnant en particulier le rôle de la Suisse. Il s'oppose à la « théorie du ruissellement » (les plus riches, par leur consommation, créeraient des débouchés et de l'emploi), qui justifierait l'existence des riches par leur rôle dans la redistribution des richesses. Il critique fortement l'action du FMI, qui conditionne ses aides financières à des plans d'ajustement structurels, qui supposent notamment la privatisation des services publics, conduisant souvent, selon lui, à leur dégradation avec des conséquences tragiques sur la santé publique et l'alimentation dans les pays les plus pauvres. Il rejoint sur ce point Joseph Stiglitz, qu'il qualifie néanmoins de « déserteur qui s'attaque à son ancien patron ». Enfin, il accuse les États-Unis (« l'empire américain contre la démocratie planétaire ») d'être le bras armé des entreprises multinationales. Il insiste sur la spécificité de la politique étrangère des États-Unis, et leur refus de nombreuses conventions internationales (Convention sur l'interdiction des mines antipersonnel, contre la sanction judiciaire des crimes de guerre - Convention de Rome, 1998, contre le concept de droits économiques, sociaux et culturels - Conférence de Vienne, 1993).
Il écrit en français et en allemand.
We Feed the World est un film documentaire sorti en avril 2007 inspiré par L'Empire de la honte, un livre de Jean Ziegler. Ce documentaire de l'Autrichien d'Erwin Wagenhofer donne à plusieurs reprises la parole à Jean Ziegler.
En 2019, il publie dans la collection « Quoi de neuf ? » aux éditions Le Bord de l'eau Le Socialisme arabe, un livre sur Gamal Abdel Nasser où, à partir du discours de nationalisation du canal de Suez prononcé par le président égyptien, il tente d'expliquer les difficultés pour un pays pauvre à s'affranchir des grandes puissances libérales.

## Controverses

### Politique israélienne
En avril 1996, lors de l'affaire Garaudy, il apporte dans un premier temps son soutien à l'auteur négationniste des Mythes fondateurs de la politique israélienne, au nom de la liberté d'expression, sous la forme d'une lettre que l'avocat Jacques Vergès verse au dossier de la défense et rend publique en même temps que celle de l'abbé Pierre. Par la suite, Jean Ziegler déclare lors d'interviews au Journal du dimanche et au Monde qu'il condamne « avec la plus grande fermeté toutes les entreprises et propos négationnistes visant à nier ou à relativiser le génocide du peuple juif par les nazis » et accuse Garaudy, dans un article publié par Charlie Hebdo, d'avoir détourné la lettre qu'il lui avait adressée.
En 2009, le Comité des Juifs américains s'oppose à la réélection de Jean Ziegler au Haut-Commissariat des Nations unies aux droits de l'homme, lui reprochant son soutien passé au négationniste Roger Garaudy, et ses critiques d'Israël. Ziegler, récusant toute forme d'antisémitisme, considère en effet que la politique menée par Israël sur les territoires occupés constitue une violation du droit international, notamment en ce qui concerne le droit à l'alimentation des populations palestiniennes, ce qui lui vaut l'inimitié de plusieurs associations israéliennes, ainsi qu'il le décrit dans son livre Chemins d'espérance.

### Soutien à des chefs d'État
Une controverse est née au début des années 1980 lorsque Jean Ziegler suggéra au gouvernement fédéral d'inviter Mouammar Kadhafi en Suisse. Lorsqu'on le lui a demandé, Ziegler confirma que Kadhafi l'avait invité plusieurs fois. Il s'en explique dans son livre Chemins d'espérance (paru en 2016), indiquant que Kadhafi le connaissait pour avoir lu, notamment, son ouvrage La Haine de l'Occident. Ziegler affirme avoir refusé toute invitation en Libye après les bombardements des années 1980 et la répression de Kadhafi, expliquant que « [son] refus fut certainement trop tardif » et qu'il en éprouve « du regret ». Le Time Magazine l'a décrit en 1989 comme membre du jury du prix Kadhafi des droits de l'homme. Cependant, Jean Ziegler a, depuis 2011, démenti avoir créé ce prix, l'avoir financé, avoir reçu le prix ou avoir fait partie du jury, puis a reconnu en 2013 l'avoir reçu et refusé en 2002. Outre Mouammar Kadhafi et Fidel Castro,, avec lesquels il a entretenu des contacts réguliers, Jean Ziegler a apporté son soutien à plusieurs autres chefs d'État. En 1986, il intervient comme conseiller pour la rédaction de la Constitution éthiopienne, le pays étant néanmoins sous la présidence du dictateur Mengistu Haile Mariam,. En 2002, il soutient la réforme agraire impliquant des expropriations de fermiers blancs en cours au Zimbabwe par le président Robert Mugabe : « la réforme agraire est une exigence absolue au Zimbabwe, comme en Afrique du Sud. Les Blancs sont des colonisateurs. Ce ne sont pas des gens qui sont venus après l'indépendance acheter des terres. Ils sont sur des terres spoliées ». Selon le journal Jeune Afrique cette réforme agraire, « entraîna l’effondrement de la production agricole du pays (en 2016 le pays produisant 16 fois moins de blé que dans les années 1990) ».

## Distinctions

### Décorations
- Chevalier de l'ordre des Arts et des Lettres Il est fait chevalier en 1994. France.
- Ordre national Amílcar Cabral, 1re classe, République du Cap-Vert

### Prix littéraire et récompenses
- 2002 : Prix Kadhafi des droits de l'homme, qu'il a refusé[39].
- 2008 : Prix littéraire pour les droits de l'homme pour son livre La Haine de l'Occident[40]
- 2008 : Prix de Salzbourg pour la recherche futur (de)[41]
- 2012 : Prix de la planète bleue de la Ethecon Foundation (en)
- 2018 : Médaille "Genève reconnaissante" de la ville de Genève[42]
- Médaille d'or du président de la République italienne[43]
- Médaille d’honneur du Président de la République d’Algérie[43]
- Président honoraire de la Presse Emblème Campagne[43]
- Prix Bruno Kreisky pour le livre Politique
- Prix de la ville de Thoune (canton de Berne)
- Otto Bauer Médaille du SPÖ

### Honneurs
Il a obtenu plusieurs doctorats honoris causa :
- Université de Mons[40]
- Université Paris VIII (2009)[44]
- Université de Savoie (2009)[45]
- Université libre de Bruxelles
- Université de Liège, Faculté Gembloux Agro-Bio Tech (2010)[46]

## Publications
La plupart de ses livres sont traduits dans les principales langues. Plusieurs d'entre eux sont des bestsellers à l'international.
- Sociologie de la nouvelle Afrique, Gallimard, 1964.
- Sociologie et contestation, essai sur la société mythique, Gallimard, 1969.
- Le Pouvoir africain, Seuil, 1973, nouvelle édition revue et augmentée, 1979.
- Les vivants et la mort ; Essai de sociologie, Seuil, 1973. Nouvelle édition revue et augmentée 1978.
- Une Suisse au-dessus de tout soupçon, en collaboration avec Délia Castelnuovo-Frigessi, Heinz Hollenstein, Rudolph H. Strahm, 1976. Nouvelle édition 1983.
- Main basse sur l’Afrique, 1978. Nouvelle édition 1980.
- Retournez les fusils ! Manuel de sociologie d'opposition, Seuil, 1980. Nouvelles éditions revues et augmentées en 1991 puis en 2014.
- Contre l’ordre du monde, les Rebelles, Seuil, 1983.
- Vive le pouvoir ! Ou les délices de la raison d'état, Seuil, 1985.
- La Victoire des vaincus, oppression et résistance culturelle, Seuil, 1988.
- La Suisse lave plus blanc, Seuil, 1990.
- Le Bonheur d’être Suisse, Seuil et Fayard, 1994.
- L'Or du Maniema, Seuil, 1996.
- La Suisse, l’or et les morts, Seuil, 1997 ; édition de poche, 2009.
- Les Rebelles contre l’ordre du monde, L'Histoire immédiate, 1997.
- Les Seigneurs du crime : les nouvelles mafias contre la démocratie, Seuil, 1998.
- Le Livre noir du capitalisme, coauteur, éditions Le Temps des cerises, 1998.
- La Faim dans le monde expliquée à mon fils, Le Seuil, 1999 (Réédité en 2011).
- Les Nouveaux Maîtres du monde et ceux qui leur résistent, Paris, Éditions Fayard, 2002.
- Le Droit à l’alimentation, Paris, Éditions Fayard, 2003.
- L’Empire de la honte, Paris, Éditions Fayard, 2005, 324 p..
- La Haine de l’Occident, Paris, Albin Michel, 2008. Prix littéraire des droits de l'homme[47].
- Destruction massive. Géopolitique de la faim, Paris, Le Seuil, 2011, 347 p. (ISBN 978-2-02-106056-0).
- Un nouveau monde en marche, éd. Yves Michel, 2012, de Laurent Muratet et Étienne Godinot. Collectif avec entre autres Akhenaton, Christophe André, Stéphane Hessel (préface), Jean-Marie Pelt, Pierre Rabhi, Matthieu Ricard.
- Retournez les fusils! Choisir son camp, (nouvelle édition), éd. Seuil, 2014, 294 p.
- Discours sur la dette (Présentation du texte de Thomas Sankara), coll. "« Quoi de neuf ? », éd. Elytis, 2014  (ISBN 978-2-35639-135-3), éd. L'Esprit du temps, 2017  (ISBN 978-2-84795-407-4).
- Chemins d'espérance, Ces combats gagnés, parfois perdus mais que nous remporterons ensemble, éd. Seuil, 2016, 263 p.[48].
- Le Capitalisme expliqué à ma petite-fille (en espérant qu'elle en verra la fin), éd. Seuil, 2018, 128 p.  (ISBN 978-2-02-139722-2).
- Le Socialisme arabe (commentaire d'un discours de G.A. Nasser), éd. Le Bord de l'eau, coll. "« Quoi de neuf ? », 2019, 104 p.  (ISBN 9782356876201)
- Lesbos, la honte de l'Europe, éd. Seuil, 2020, 144 p.  (ISBN 978-2-02-145199-3)
- Où est l'espoir?, Le Seuil, 2024, 208 p.  (ISBN 9782021579246)[49]

### Articles
- Schizophrénie des Nations unies par Jean Ziegler (2001)
- Réfugiés de la faim, par Jean Ziegler (Le Monde diplomatique) (mars 2008)
- On peut briser démocratiquement la spéculation sur la faim, entretien avec Jean Ziegler (La Croix) (novembre 2011)

### Documentaire
- Nicolas Wadimoff, Jean Ziegler, l'optimisme de la volonté, documentaire suisse, août 2016.